# Glanidium albescens
Glanidium albescens är en fiskart som beskrevs av Lütken, 1874. Glanidium albescens ingår i släktet Glanidium och familjen Auchenipteridae. Inga underarter finns listade i Catalogue of Life.